# Motion Picture in Arles
 (octobre 2024).
 (avril 2018).
L'école MoPA est un établissement d'enseignement supérieur technique privé, implantée à Arles, dans les Bouches-du-Rhône, formant aux métiers du cinéma d’animation 3D et du stop-motion. Sa formation en cinéma d’animation 3D est reconnue par une certification professionnelle (RNCP39557).

## Historique
L’histoire de MoPA est liée à celle de l’école Supinfocom, créée à Valenciennes en 1988. Elle a été la première école française entièrement consacrée à l’image de synthèse. En 2000, elle essaime à Arles. En quelques années, l’école Supinfocom Arles, rejoint sa grande sœur en notoriété en gagnant ses premiers prix internationaux. Depuis, l’école a formé plus de 500 professionnels[réf. nécessaire]. La formation est plébiscitée par les studios professionnels du monde entier qui se pressent aux jurys de diplôme[réf. nécessaire]. En 2015, Supinfocom Arles devient MoPA. Elle devient membre du RECA : Réseaux des Écoles Française de Cinéma d'animation. En 2017, Mopa est certifiée par SideFx comme « Training Partner » sur le logiciel Houdini_(logiciel). 

## Formations

### Études
L'École Mopa forme des professionnels du domaine du film d’Animation 3D et de la Postproduction. Le cursus organisé en 2 cycles et d’une durée globale de 5 ans. Il permet d’accéder à la certification professionnelle d'Expert en conception, réalisation et animation 3D. On peut rentrer à MoPA soit en 1ʳᵉ, 3ᵉ ou 4ᵉ année. Le recrutement se fait soit sur concours, soit par tests[réf. nécessaire].

### Le Titre
L'obtention du titre à finalité professionnelle de Concepteur/Réalisateur 3D est obtenu à la suite de la production en équipe d'un court métrage soumis à un jury de professionnels internationaux[réf. nécessaire].

### Secteur d'Emploi
La Fiction : Production de longs métrages d'animation, Production de programmes télévisés jeunesse.
La Postproduction: Effets Spéciaux Cinéma, Publicité, Les films d'entreprise / Institutionnel, Habillage TV[réf. nécessaire].
Le Jeu vidéo.

### Les Métiers
La Préproduction : Réalisateur, Scénariste, Story-boardeur, Layout, Directeur Artistique, Character Designer, Concept Artiste.
La Production : Modeleur, Riggeur, Animateur, Lighteur, Directeur Technique, Gestionnaire de production.
La Postproduction : Artiste effets spéciaux, Matte Painteur, Compositeur, Monteur/Etalonneur, Sound Designer.

## Récompenses
- « A la française » : Siggraph du Best Show Award[5]
- « Home Sweet Home » : Best Computer Animated Short Film Award[6]
- « Garden Party » : Nommé aux Oscars[7],[8]